# Viorel Padina
Viorel Padina, pseudonimul lui Viorel Abălaru, (n. 29 octombrie 1950, Gura Padinii, județul Olt) este un poet și publicist român.

## Biografie
Este născut într-o familie de pescari din localitatea Gura Padinii, județul Olt, situată pe malul Bălții Potelu  ("Balta Mamina", în protocronicele slavone), raiul copilăriei poetului, unde se afla  împărăția trestiilor, nuferilor, pescilor, rațelor și gâștelor sălbatice, stârcilor, țestoaselor, vidrelor și pelicanilor . După absolvirea școlii generale în localitatea natală și a liceului teoretic în Corabia, studiază dreptul la Universitatea din București. A fost membru al Cenaclului de luni și al Cenaclului "Amfiteatru" de la înființarea acestora, în anii 70. 
În martie 1978, publică în revista Amfiteatru un interviu controversat cu poetul Nichita Stănescu.
După finalizarea studiilor în anul 1979, primește repartiție, ca jurist, la Consiliul Unic Agroindustrial de Stat și Cooperatist în Izbiceni, județul Olt. În această perioadă poartă o corespondență intensă cu membrii importanți ai scriitorimii (corespondență despre care Nicolae Manolescu va afirma că reprezintă "una dintre cele mai teribile mărturii pentru o epocă și pentru o lume"), dar scrisorile îi sunt interceptate de Securitate.
În anul 1980 redactează Apel către Europa,, "singurul text vădit anticomunist produs de vreun intelectual român în anii 80" (Sorin Cucerai), pe care intenționa să-l trimită  la Conferinta pentru Securitate si Cooperare în Europa, de la Madrid, însă manifestul a fost interceptat de Securitate - în urma unei trădări - și nu a mai ieșit din țară. În august 1981 repetă tentativa de a lansa Apelul către Europa, precum și samizdatul NU! ("organ anticomunist, prim-redactor A.V.Padina"), însă din nou este interceptat de Securitate (din pricina aceluiași trădător).
În august 1982 este premiat la concursul de debut organizat de editura Cartea Românească  , pentru volumul de versuri Poemul de oțel  , însă volumul premiat nu va mai aparea în perioada programată, deoarece autorul refuză toaletarea manuscrisului.
În anul 1987 dă în judecată editura Cartea Românească, pentru nepublicarea volumului Poemul de oțel, fiind singurul scriitor din perioada fostului regim care a chemat în judecată o editură comunistă.
În 1991 apare, în final, volumul Poemul de oțel la editura care-l premiase cu aproape nouă ani în urmă, volum despre care criticul literar Nicolae Manolescu va scrie o cronică de întâmpinare entuziastă  (cronică ce va fi contestată vehement de Ioana Pârvulescu).
Începând din 2003, desfășoară o amplă activitate forumistică pe Internet sub niknames AVP, The A..., micul_burghez ș.a., pe forumurile "Adevărul", "Ziua", "Cotidianul", "URR", "Jurnalul National","Liberalism.ro" etc, precum și pe forumurile și blogurile proprii, apoi pe Facebook., fiind cunoscut de internauți și cu porecla de "regele hyperspatziului". În 2004, într-o intervenție de pe forumul "Ziua", schițează intuitiv unele dintre atributele caracteristice ale spațiului virtual de tip Web 2.0  (fără a avea nicio cunoștință despre cercetările corifeilor Web-ului în domeniu - și acestea incipiente, de altfel -, așa cum va mărturisi mai târziu).
Este autorul unei ipoteze metafizice originale : Ipoteza Kosmosului Germinativ, imbricată în poemul cosmogonic Planeta Ou 
În prezent locuiește în orașul Corabia, județul Olt. Este căsătorit si are doi copii.

## Premii literare
- 1982 - Premiul pentru debut al editurii Cartea Românească
- 2008 - Marele Premiu al Festivalului Virgil Mazilescu

## Opera (selectiv)
- Urmărit de Securitate (Povestea lui Ave), Editura Romanati, 1990 - broșură autobiografică, proză [15]
- Povestea lui Ave, Platforma WordPress, 2012  - proză memorialistică [16]
- Poemul de oțel, Editura Cartea Românească, 1991 – poezie
- Poemul de oțel, cu addenda, Platforma Blogger, 2005  [17]
- Poemul de oțel, cu addenda, Platforma WordPress, 2009  [18]
- Epistolar iepocal, platforma Blogger, 2005 - epistolar 1982-1990 [19]
- Epistolar iepocal, platforma WordPress, 2009 [20]
- Publicistica de hârtie, platforma Blogger, 2005 - publicistica print 1991-2003 [21]
- Shir Hashirim pre limba lu Emin, platforma Blogger, 2005 [22]
- Tableta din hyperspatz, platforma Blogger, 2005 - publicistică virtuală, vol.1 [23]
- Planeta Ou, platforma Blogger, 2005-2007  [24]
- Planeta Ou, cu Anexe, platforma WordPress, 2009-2012  [25]
- Hyperspatz patrol, platforma Blogger, 2005-2009 - publicistică virtuală, vol.2 [26]
- Viorel Padina, blog  personal, platforma WordPress, 2009  ad infinitum  [27]
- Aesopus altfel spus, platforma WordPress, 2010 – fabule [28]